# Domena funkcjonalna
Domeny funkcjonalne — domeny internetowe, które wskazują na temat lub branżę, którą reprezentuje strona internetowa. Ma ona podkreślać specyfikę prowadzonej działalności i charakteryzować daną kategorię tematyczną wskazaną przez daną domeną strony. W niektórych przypadkach zarejestrowanie nazw może wiązać się z dodatkowymi wymaganiami, które zawsze opisane są na naszych podstronach. Dla przykładu: domena .travel wymaga oświadczenia, że działa się w branży turystyczno-podróżniczej. 

## Historia
Początkowy zestaw generycznych domen najwyższego poziomu, zdefiniowany przez RFC 920 w październiku 1984 r., był zestawem "domen ogólnego przeznaczenia": com, edu, gov, mil, org.
We wrześniu 1998 r. utworzono Internetową Korporację ds. Nadawania Nazw i Numerów (ICANN), która przejęła zadanie zarządzania nazwami domen. Po zaproszeniu do składania wniosków (15 sierpnia 2000 r.) i krótkim okresie konsultacji społecznych, ICANN ogłosiła 16 listopada 2000 r. wybór siedmiu nowych domen najwyższego poziomu: aero, biz, coop, info, museum, name, pro. W kolejnych latach dodawane były kolejne domeny funkcjonalne: biz, info i museum zostały aktywowane w czerwcu 2001 r., name i coop w styczniu 2002 r., pro w maju 2002 r., aero później w 2002 r. W 2004  ICANN zatwierdził domeny cat, jobs, mobi, tel i travel. W 2012 post, mail, tel, post została wprowadzona.  
26 czerwca 2008 r., podczas 32 Międzynarodowego Publicznego Spotkania ICANN w Paryżu[ ICANN rozpoczęła nowy proces nazewnictwa TLD, aby zrobić "znaczący krok naprzód we wprowadzaniu nowych funkcjonalnych domen najwyższego poziomu". Program ten przewidywał dostępność wielu nowych lub już proponowanych domen, a także nowy proces aplikacji i wdrażania. Przed rozpoczęciem procesu aplikacyjnego do programu istniały 22 domeny funkcjonalne najwyższego poziomu.  W  2024 r. liczba ta wyniosła 1241.

## Przykłady domen
Domeny funkcjonalne można podzielić na domeny funkcjonalne najwyższego rzędu, są to między innymi:
- .edu (od ang. education – edukacja) – domena instytucji oświatowych i naukowych
- .gov (od ang. government – rząd) – domena agencji rządowych
- .mil (od ang. military – wojskowy) – domena agencji wojskowych
- .int (od ang. international – międzynarodowy) – domena organizacji międzynarodowych
- .com (od ang. commercial – komercyjny) – domena firm komercyjnych
- .org (od ang. organisation – organizacja) – domena organizacji, gł. non-profit
- .net (ang. sieć) – domena firm i osób związanych z Internetem
- .biz (skrót od zniekształconego, slangowego am. business – biznes) – alternatywna domena dla firm i przedsięwzięć komercyjnych
- .name (ang. – nazwisko) – domena dla osób prywatnych
- .info (od ang. information – informacja) – domena dla stron informacyjnych
- .mobi (ang. mobile – sieć komórkowa) – domena stron zaprojektowanych dla telefonów komórkowych

oraz domeny narodowe z rozszerzeniem funkcjonalnym, inaczej domeny drugiego poziomu, np. w Polsce:
- .com.pl (ang. commercial – komercyjny)
- .org.pl (organizacje)
- .net.pl (ang. net – sieć)
- .art.pl (ang. art – sztuka) – domena związana ze sztuką i kulturą
- .edu.pl (od ang. education – edukacja) – domena szkół, uczelni i instytutów
- .aid.pl (ang. pomoc)
- .agro.pl (od łac. nazwy rolnictwa) – domena stron związanych z rolnictwem
- .atm.pl
- .auto.pl
- .biz.pl (biznes)
- .chem.pl (od chemia lub chemistry) – domena stron i firm chemicznych
- .gmina.pl
- .gsm.pl (GSM) – domena dla stron związanych z telefonią komórkową
- .info.pl
- .mail.pl (ang. poczta)
- .med.pl (medycyna)l
- .media.pl
- .nieruchomosci.pl – domena dla stron związanych z nieruchomościami
- .pc.pl – domena dla stron związanych z komputerami
- .powiat.pl
- .realestate.pl (ang. nieruchomości)
- .rel.pl (religia)
- .sci.pl (od ang. science – nauka) – domena instytutów naukowych, naukowców i stron naukowych
- .sex.pl (ang. sex – seks) – domena stron erotycznych
- .shop.pl (ang. sklep)
- .sklep.pl – domena dla sklepów
- .szkola.pl
- .targi.pl – domena dla targów i handlarstwa
- .tourism.pl (ang. tour – podróż)
- .travel.pl (ang. podróż)
- .turystyka.pl – domena dla stron turystycznych

## Operatorzy domen funkcjonalnych
Organizacje zarządzające domenami funkcjonalnymi w Polsce:
- NASK (com.pl; org.pl; net.pl; edu.pl)
- TASK (gda.pl; gdansk.pl; gdynia.pl; sopot.pl; med.pl)
- ICM (art.pl)
- CYFRONET AGH (debica.pl; jaslo.pl; koscielisko.pl; krakow.pl; krosno.pl; krzeszowice.pl; niepolomice.pl; nowy-sacz.pl; nowy-targ.pl; przemysl.pl; sandomierz.pl; skawina.pl; tarnow.pl; trzebinia.pl; wieliczka.pl; zakopane.pl)